# Cissus subaphylla
Espèce
Classification APG III (2009)
Statut de conservation UICN

 LC  : Préoccupation mineure
Cissus subaphylla (Balf.f.) Planch. est une espèce de plantes à fleurs de la famille des Vitaceae, largement répandue sur les plaines sèches de l’île de Socotra et sur les coteaux calcaires en dessous de 300 m. À plus haute altitude, on trouve plus abondamment Cissus hamaderohensis. Elle est cependant présente jusqu’à 750 m sur le plateau calcaire de l’ouest de l’île. Elle est également dominante sur l’ile de Samhah.
L’importance de Cissus subaphylla comme couvert protecteur des jeunes pousses de nombreuses plantes comestibles est bien connue des socotri. Son absence peut aussi être préjudiciable à la régénération de populations végétales notamment celles des espèces de Dendrosicyos, Maerua, Commiphora.